# Boarmia carinentaria
Boarmia carinentaria är en fjärilsart som beskrevs av Jacob Hübner 1825. Boarmia carinentaria ingår i släktet Boarmia och familjen mätare. Inga underarter finns listade i Catalogue of Life.